# Сантуш, Педру Нуну
Пе́дру Ну́ну де Оливе́йра Са́нтуш (порт. Pedro Nuno de Oliveira Santos; род. 13 апреля 1977 года, Сан-Жуан-да-Мадейра) — португальский экономист и политик, депутат парламента, член правительства в 2015—2022 годах, генеральный секретарь Социалистической партии (2023−2025) – одной из двух крупнейших португальских политических партий. После серьёзного поражения на внеочередных парламентских выборах 18 мая 2025 года подал в отставку с поста лидера партии.

## Биография
Родился 13 апреля 1977 года в небольшом городе Сан-Жуан-да-Мадейра в округе Авейру в северной части страны. Родители: отец — Америку Аугушту душ Сантуш, предприниматель, владелец предприятия по производству оборудования для обувной и текстильной промышленности Tecmacal; мать — Мария Аугушта Лейте де Оливейра Сантуш.
Среднюю школу окончил в Сан-Жуан-да-Мадейра, затем обучался в Высшей школе экономики и управления Технического университета Лиссабона, где получил степень магистра в области экономики. Там же занимался общественной деятельностью в органах студенческого самоуправления. В 2001 году работал в португальском Центре экономических исследований, занимаясь вопросами экономики здравоохранения.

## Политическая карьера
Начал участвовать в работе молодёжного крыла Социалистической партии в возрасте 14 лет, а в 2004—2008 годах возглавлял молодёжную организацию социалистов в качестве её генерального секретаря. Работал в органах местного самоуправления — председателем ассамблеи фрегезии, затем депутатом муниципального совета Сан-Жуан-да-Мадейра. С 2010 по 2018 годы — председатель региональной организации Социалистической партии по округу Авейру.
В 2005 году был избран депутатом парламента от округа Авейру. На следующих парламентских выборах в 2009 году потерпел неудачу, однако вновь вернулся в парламент по итогам выборов 2011 года и переизбирался в 2015, 2019, 2022 и 2024 годах. Был заместителем председателя парламентской группы соцпартии, координатором от социалистов в комитете по экономике и парламентской комиссии по расследованию дела Banco Espírito Santo.

### Член правительства Антониу Кошты
С ноября 2015 года по февраль 2019 года занимал в правительстве пост государственного секретаря по парламентским делам — возможно, один из самых важных периодов в его становлении как политика первого ряда. Работоспособность правительства в то время зависела почти исключительно от хрупкого баланса между Социалистической партией и левыми силами в парламенте. От человека, занимавшего должность госсекретаря по парламентским делам во многом зависела управляемость политической машины страны, прежде всего, ежегодное одобрение бюджета. С этой задачей Педру Нуну Сантуш успешно справлялся на протяжении четырёх лет.
С 18 февраля 2019 года и вплоть до отставки 4 января 2023 года на фоне скандала в TAP занимал должность министра инфраструктуры и жилищного строительства в правительстве Антониу Кошты. Организовал разработку нового стратегического плана развития государственной железнодорожной компании Comboios de Portugal (CP) с инвестициями в размере 45 миллионов евро до 2022 года и завершением слияния CP c компанией по техническому обслуживанию железнодорожного оборудования EMEF; были подготовлены контракты на закупку локомотивов и подвижного состава.
В первый год пандемии Covid-19 новому министру пришлось также срочно заняться спасением государственной авиакомпании TAP, сильно пострадавшей от локдауна. Министерство инфраструктуры разработало план реструктуризации, а Брюсселем был одобрен экстренный заём в размере до 1,2 миллиарда евро; доля частных акционеров сократилась, а в собственность государства перешло 72,5 % акций компании.
В 2020 – 2021 годах в стране прошёл аукцион на распределение частот 5G (Португалия оказалась в числе последних стран Европейского Союза, внедряющих эту технологию, причём не обошлось без трений между регулятором в области телекоммуникаций (Anacom) и операторами мобильной связи). Не вполне удачно проходила и реализация разработанной правительством в 2019 году программы доступной аренды жилья. (Инициатива предусматривала ограничение арендной платы 80% от референтного значения, однако за три года действия программы лишь 0,4% заключённых договоров аренды учитывали её требования).
Летом 2022 года Педру Нуну Сантуш сделал сенсационное заявление о том, что правительством было принято окончательное решение о строительстве нового столичного аэропорта в Монтижу, и что обсуждение по этому вопросу закрыто. Сторонник консенсусного решения по этому вопросу, премьер-министр А. Кошта был вынужден дезавуировать заявление своего подчинённого и обязал его выступить с публичным разъяснением своего демарша, однако до отставки дело не дошло.
Полгода спустя, однако, отставки избежать не удалось. Ей предшествовал скандал в подведомственной министру инфраструктуры авиакомпании TAP, связанный с выплатой компенсации за преждевременное расторжение рабочего контракта бывшему члену совета директоров авиакомпании Алешандре Рейш в размере порядка 500 тысяч евро. Как размер компенсации, так и обстоятельства принятия решения о её выплате возмутили общественность, и перед лицом критики Педру Нуну Сантуш принял решение взять на себя политическую ответственность за случившееся и 29 декабря подал прошение об отставке, которое было принято премьер-министром.

### Глава социалистов и лидер оппозиции
Месяцы политического безвременья, последовавшие за вынужденной отставкой Педру Нуну Сантуша с поста министра инфраструктуры, сменились новым взлётом его политической карьеры. Осенью 2023 года на фоне скандала, связанного с подозрениями в коррупции в отношении нескольких членов его кабинета, в отставку с поста премьер-министра и должности генерального секретаря Социалистической партии подал Антониу Кошта. Педру Нуну Сантуш выдвинул свою кандидатуру на пост лидера партии и на выборах 17 декабря 2023 года одержал победу, набрав 62 % голосов. Особую остроту интриге придавал тот факт, что немедленно по завершении выборов партии предстояло вступить в борьбу за места в парламенте на предстоящих в марте следующего года внеочередных выборах. При удачном исходе выборов лидер социалистов почти наверняка становился премьер-министром.
Но вышло иначе: к концу 2023 года в Португалии окончательно созрел запрос на перемены в управлении страной, и социалисты, остававшиеся правящей партией на протяжении восьми лет, выборы 10 марта 2024 года проиграли. Большинство, пусть незначительное, мест в парламенте получили их соперники,  и сформировать правительство президент поручил лидеру социал-демократов Луишу Монтенегру.
Уже осенью 2024 года социалисты во главе с Педру Сантушем выступили с острой критикой правительства по вопросу о бюджете на 2025 год. После серии напряжённых консультаций фракция социалистов в парламенте решила не блокировать проект бюджета, хотя и не поддержала его. Кризис удалось преодолеть, однако следующий, разгоревшийся весной 2025 года, привёл к роспуску парламента и досрочным выборам. На внеочередных парламентских выборах 18 мая 2025 года социалисты выступили намного слабее, чем на предыдущих, потеряв 20 депутатских мандатов. Педру Нуну Сантуш взял на себя ответственность за поражение, подал в отставку с поста лидера партии и заявил, что не будет выставлять свою кандидатуру на следующих выборах на эту должность.

## Личная жизнь
Педру Нуну Сантуш живёт в фактическом браке с Аной Катариной Гамбоа, у пары есть сын Себастьян. Супруга лидера социалистов окончила Высшую школу экономики и управления (ISEG) Лиссабонского университета, имеет диплом экономиста. С юных лет она активно участвовала в работе молодёжного крыла Социалистической партии. По окончании университета четыре года проработала в качестве консультанта в консалтинговой компании, а с 2013 году руководила аппаратом Дуарте Кордейру, сначала в его бытность заместителем председателя муниципалитета Лиссабона, а затем министром по вопросам окружающей среды и изменения климата.

### Комментарии
1. ↑  В системе государственной службы Португалии государственный секретарь (порт. secretário de estado) – ответственная должность в правительстве, на ступень ниже министерской. Государственный секретарь, как правило, курирует одно или несколько направлений деятельности министерства, пользуясь определённой автономией, но под общим руководством министра и подчиняясь ему.
2. ↑  Вопрос о месте строительстве нового столичного аэропорта являлся в Португалии предметом общественного обсуждения – порой весьма острого – на протяжении десятилетий. "Волевое" решение этого вопроса было встречено многими с непониманием и раздражением, поскольку затрагивало интересы как влиятельных экономических групп, так и большого числа рядовых граждан. К тому же оно было оглашено в отсутствие премьер-министра (находившегося на саммите НАТО в Мадриде) и без его ведома[10].